# Amigogima
Amigogima (també transcrita com Amig@gima o AmigoGima) és una pel·lícula espanyola del 2002 dirigida pel director portuguès establert a Barcelona José María Nunes, autor també del guió. Es tracta d'una pel·lícula experimental i força personal, un viatge circular a la recerca de l'amic a qui Nunes exigeix, entre altres condicions, que mai murmuri ni tampoc cridi. Ha estat doblada al català.

## Sinopsi
Un dia un home va llançar un crit perquè trobés un amic. Cada vegada regirava més i més la seva memòria per veure quanta i quina gent coneixia. Podria ser que els amics s'anessin quedant en l'oblit. I per ací es perdia, amb el rezel de no poder trobar als amics de la primera infantesa, o de la primera adolescència. En sentir-se nàufrag, llença un crit per buscar a l'amic, que bé podria ser un crit de socors. Una pel·lícula on l'espai es contrau i el temps s'expandeix.

## Repartiment
- José María Blanco
- Susana García Díez
- Martin Huber 	... Mario
- Empar Roselló

## Premis
- I Premis Barcelona de Cinema: Premi al millor director (José María Nunes)[4]